# Тищенко, Алексей Викторович

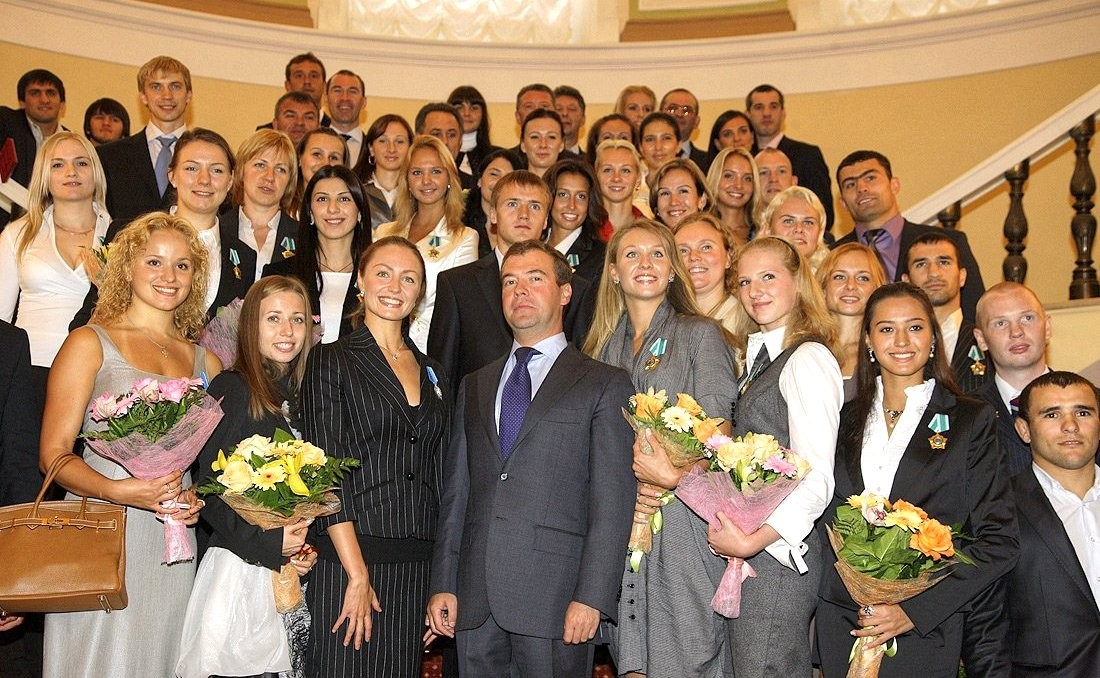
На встрече в Кремле с призёрами Олимпиады-2008. Тищенко — второй справа

Алексе́й Ви́кторович Ти́щенко (29 мая 1984, Омск, СССР) — российский боксёр-любитель, выступавший в полулёгкой и в лёгкой весовых категориях. Заслуженный мастер спорта России (2004), двукратный Олимпийский чемпион (2004, 2008), чемпион мира, Европы и России, чемпион мира среди юниоров в любителях.
11 февраля 2011 года заявил о завершении спортивной карьеры.

## Характеристика
До 2011 года выступал в весовой категории до 60 кг (до января 2006 года выступал в категории до 57 кг). Боксирует в левосторонней стойке. Рост — 167 см. Во взрослой сборной России с 2003 года. Тренер — заслуженный тренер России Леонид Киселёв.
Окончил Сибирский государственный университет физической культуры и спорта. Член партии «Единая Россия». В марте 2007 года 22-летний Тищенко стал депутатом Законодательного собрания Омской области, пройдя по партийному списку.
В российских СМИ Алексея иногда называют «золотым мальчиком российского бокса».
Алексей Тищенко является Почетным жителем города Омска (2023 год)

## Спортивная биография
В детстве ходил на спортивные танцы, занимался бадминтоном.
Начал заниматься боксом в 1993 году под руководством отца Виктора Геннадьевича Тищенко. Затем прошёл хорошую школу подготовки у тренера Владимира Игнатьевича Ивасенко.
В 2000 году в весовой категории до 54 кг завоевал серебро на чемпионате Европы по боксу среди юношей. После переезда из Рубцовска в Омск продолжил успешную карьеру: в 2002 году победил на чемпионате мира среди юниоров на Кубе.
Выиграл чемпионат России 2003 года в категории до 57 кг, а в 2007 году — в категории до 60 кг.
В 2004 году в возрасте 20 лет стал олимпийским чемпионом в Афинах в категории до 57 кг, уверенно победив в финале своего ровесника Ким Сон Гука из КНДР (39-17).
В 2005 году стал чемпионом мира среди любителей в китайском Мяньяне, победив в финале Алексея Шайдулина из Болгарии. В том же году в составе сборной России стал победителем Кубка мира по боксу, проходившем в Москве (Тищенко выиграл все 4 своих боя).
В 2006 году в болгарском Пловдиве стал чемпионом Европы в категории до 60 кг, победив в финале Грачика Джавахяна из Армении (39-15).
После победы на чемпионате Европы 2006 года Алексей Тищенко вошёл в число бойцов, добивавшихся неофициального «Большого шлема» любительского бокса, то есть побеждавших и на Олимпийских играх, на чемпионате мира и на чемпионате Европы. Ранее это удавалось югославу Мате Парлову, болгарским боксёрам Исмаилу-Ивайло Мустафову-Маринову-Христову и Даниэлю Петрову-Божинову, Генри Маске из ГДР и россиянам Олегу Саитову, Александру Лебзяку, Александру Поветкину.
В 2007 году на чемпионате мира в Чикаго в категории до 60 кг проиграл в полуфинале британцу Фрэнки Гэвину (10-19), который затем стал чемпионом мира.
В 2008 году на Олимпийских играх в Пекине Тищенко стал двукратным олимпийским чемпионом, победив в категории до 60 кг. В полуфинале Алексей победил своего соперника по финалу чемпионата Европы-2006 Грачика Джавахяна (10-5), а в финале в упорной борьбе сломил сопротивление француза Дауда Соу (11-9). Золото Тищенко стало 23-м и последним по счёту для России на тех Играх.
После Олимпийских игр в Пекине Алексей сделал значительную паузу в выступлениях, пропустив, в частности, чемпионат мира 2009 года в Милане.
В январе 2009 года Тищенко заявил, что в любом случае не планирует переходить в профессиональный бокс, а по окончании карьеры может заняться бизнесом или пойти на госслужбу.
Тищенко планировал принять участие в Олимпийских играх 2012 года в Лондоне. В январе 2011 года Министерство спорта Омской области в одностороннем порядке не продлило контракт с Алексеем Тищенко. В феврале 2011 года появилась информация, что Тищенко может завершить спортивную карьеру из-за проблем с шейным отделом позвоночника. 11 февраля 2011 года заявил о завершении спортивной карьеры.
В 2011 году снялся в документальном фильме Владимира Головнева "Анатомия чемпиона", фильм стал лауреатом ряда кинофестивалей.

## Награды
- Орден Почёта (2009) — За большой вклад в развитие физической культуры и спорта, высокие спортивные достижения на Играх XXIX Олимпиады 2008 года в Пекине[12]
- Орден Дружбы (2007)
- Лучший боксёр мира 2007 года по версии организации Aibaboxing
- Лучший спортсмен Омской области 2007 года
- Почётный гражданин Афин (2007)[13]
- Почётный гражданин Рубцовска (2009)
- Почетный гражданин города Омска (2023)
- Занесён в Книгу рекордов Омска и Омской области как омич, имеющий наибольшее количество золотых олимпийских медалей.